# 柯象

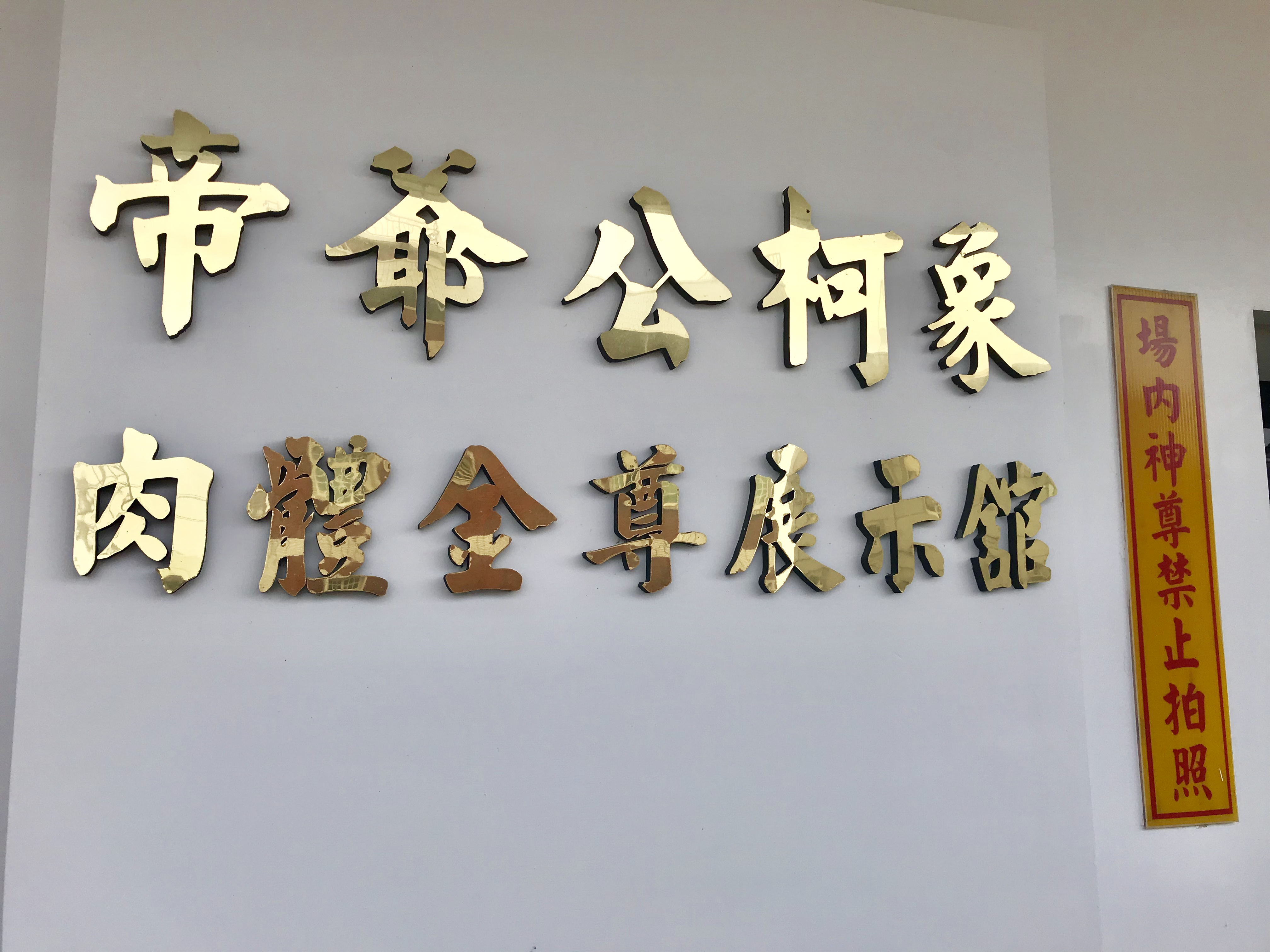
帝爺公柯象肉體金尊展示館入口

柯象（？—1878年），臺灣晚清人物，為玄天上帝信徒，年約三十多歲即去世，歿後肉身不腐，被雲林縣大埤鄉鄉民視為神靈。

## 簡介
柯象為雲林大埤大德村人，為大埤北極殿乩童，1878年去時前交代信眾將其身體置於土角厝內並以束材靜燻百日成為乾屍後，信眾將其放置在廟內奉祀。1912年，北極殿乩童黃朝與友人黃老鉗，以柯象降乩指示號召起事抗日，是為土庫事件，失敗後，臺灣總督府警察即以「犯罪證據」的名義在該年扣押柯象木乃伊。1994年，木乃伊由警察學校移轉至台灣博物館。
2010年1月，國立臺灣博物館邀請影像醫學專家蕭仲凱醫師對柯象進行初步的醫學檢視，初步的探究發現，柯象的頭部被加工處理痕跡，從鼻孔與鼻尖的距離、外耳的樣貌、雙眼以及鬍鬚皆有明顯的跡象；翻開胸前的衣物則可以見著未加工過的乾癟表皮，在表皮下胸骨骸清晰可見其輪廓，血管也歷落清晰。蕭仲凱認為，這應該是利用脫水處理原理的方式進行木乃伊製作的證據。
2011年9月，中國醫藥大學附屬醫院沈戊忠副院長率團隊對柯象進行X光機掃描，對於柯象的營養狀況、年齡、職業以及關節組織的初步判定。2012年8月，柯象再送至電腦斷層掃描機進行電腦斷層掃描，試圖以不同技術、角度再次檢視。但囿於柯象的坐姿及全身被石膏所固定，所得到的資訊成效有限。

### 歷史研究
2009年國立師範大學臺灣史研究所范燕秋教授邀請國立臺灣博物館研究人員李子寧副研究員合作開設「社區文化資產保存與臺灣史」課程，希望能開創館藏文物與史料的研究議題，使學生有機會接觸第一手史料與物件，博物館也可以藉由合作中，試著找尋物做為文化資源活用的可能性。柯象也成為被研究的範疇，且延續至今。2011年亦提出國科會「臺灣木乃伊柯象的社會文化意義研究」的整合型計畫，分別從人類學、歷史學以及醫學等面向，針對木乃伊柯象做更完整的研究。

### 衣物
2011年，臺博館在柯象座位底下發現了六件織品：一套紅色披風及褲子、一套繪製的神明袍（神明甲冑）、印花色霞披、以及一套黑色長袍，並將其攤平、清潔、修復後，上頭的字跡漸清晰可見，有利於後續的研究及展示。

### 展示
1992年臺灣省立博物館推出的「臺灣文化發展特展」展出。
1997年5月臺灣省立博物館閉館整修後新開幕，於「臺灣博物搜奇展」展出。
2012年12月國立臺灣博物館推出「死亡只是另一個開始：臺灣木乃伊柯象」展出。

## 資料來源
1. ↑  黃淑莉. . 自由時報. 2011-09-15  [2023-11-24]. 原始内容存档于2016-11-08 （中文（臺灣））.
2. 1 2 3 4 5 6  李子寧、范燕秋、蕭仲凱、李金賢、簡克勤、歐陽盛芝. . 台北市: 國立臺灣博物館. 2014. ISBN 9789860439182.
3. ↑  范燕秋. . 臺灣博物季刊 (國立臺灣博物館): 60-67.